# Goguette du Poulet sauté
 (novembre 2022).
 (novembre 2022).
Le Poulet sauté est une goguette parisienne fondée en 1845.
Durant l'été elle se transportait à la campagne et devenait le Poulet errant.
Cette goguette existait toujours en 1869, 24 ans après sa fondation.

## Histoire du Poulet sauté
Hyppolite Poullain écrit en 1869 :
Dès 1845, quelques amis – bons vivants et gais viveurs – se réunissaient de temps en temps au quai de la Vallée, dans un cabaret non borgne où la maîtresse de la maison, cordon-bleu des plus fins, savait faire sauter un poulet avec un talent extrême... En un mot, aux petits oignons.
Bonne mère Laurent, qu'êtes-vous devenue ?
Si vous êtes encore de ce monde et que ces lignes vous tombent sous le rayon visuel, sachez que nos becs reconnaissants vous envoient les mercis du gésier satisfait.
Le poulet sauté fut donc le plat de fondation et servit de titre à la société nouvelle.
En mars 1848, on sentit le besoin de se serrer, de se grouper en face des dangers naissants ; la fraternité du moment nous poussait d'ailleurs à nous rapprocher davantage.
La société se forma donc définitivement et avec des éléments divers : artistes, compositeurs, poètes, libraires, éditeurs de musique, journalistes, architectes, tous amis unis et rassemblés par le besoin de s'épancher et de vivre de la vie du cœur.
On fit une constitution, votée article par article.
En voici deux qui ont constamment soulevé les réclamations et qui ont mis bien des amendes dans la caisse sociale, bien des secours dans l'escarcelle des pauvres :
Exclusion des femmes !
Exclusion de la politique !
Les sages législateurs du Poulet ont eu bien raison, en se souvenant de leur maître La Fontaine qui a dit :
Une poule survint,
Et voilà la guerre allumée.
Quant à la politique, c'est bien autre chose qu'une femme pour diviser des hommes et même des amis.
On tint bon, et l'esquif lancé sur une mer houleuse ne fit pas naufrage et ne rencontra même aucun écueil.
Les pierres de l'édifice primitif sont loin d'être toutes tombées, et beaucoup des fondateurs existent encore.
Disons même : personne n'est mort, en faisant partie de la société ; c'est, à coup sûr, chose remarquable en plus de vingt ans de durée.
O le joyeux temps, où le rire, inconnu aujourd'hui, éclatait aux racontars de chacun !
On n'avait pas besoin de table de lansquen ou de bac pour passer sa soirée, et minuit sonnait qu'on se séparait en se demandant comment les heures avaient pu s'enfuir aussi vite !
Feux croisés d'à-peu-près et de calembours, coqs-à-l'âne, pétarades d'esprit, fusées de bons mots, chansons, tout cela partait comme l'éclair, se ripostait, s'entrechoquait, se heurtait avec des éclats de rire, des gestes, des trépignements qui allaient jusqu'au délire.
Pauvres cocoricos ! Vingt ans sur notre tête
Ont jeté comme un froid et blanchi notre crête,
L'automne est arrivé : Nous avons moins d'entrain,
Notre lyre légère a des cordes d'airain ;
On a moins de brio, de diable au corps. – La verve
A le tort de coiffer le casque de Minerve.
Il est vrai qu'en ce regretté temps-là les maîtres du franc rire étaient des nôtres.
La chansonnette parlée commençait à s'épanouir – aïeule de l'opérette.
Ernest Bourget, le pêcheur endurci, qui tenait sans cesse une plume ou une ligne, nous donnait la primeur de ses productions.
Paul Henrion, avec sa musique native allant droit à l'âme, toujours gracieux, toujours prêt, nous chantait les pages inédites de son album.
Malézieux, le chanteur de salon, le continuait.
Poullain disait ses fables et ses poésies.
Jules David, le grand illustrateur, dessinait ou faisait la charge d'un des nôtres.
Dauphin, le précurseur du baron Brisse, présidait et se chargeait des menus.
Et Dieu sait s'il y faisait honneur !
Aussi, quand on lui disait de modérer son colossal appétit, répliquait-il avec cette bonhomie carrée sur la base et ce sérieux imperturbable qui faisaient sa force :
« Le poulet qui doit me tuer n'est pas encore pondu ! »
Quand le quatorzième poulet eut son perchoir, on trouva le poulailler trop étroit et l'un des amis offrit son appartement.
Le décor changea, de bons tapis moelleux, une table bien servie remplacèrent le froid carreau et la nappe vineuse du cabaretier.
On fit les monsieurs et l'on vint en habit noir, – comme pour un mariage ou un enterrement.
Le mariage de l'esprit et de la bonne humeur, l'enterrement de l'ennui.
On arrivait à six heures, militairement; le président Dauphin, encore aujourd'hui titulaire, ouvrait la séance.
Mais il n'était plus permis de lui chatouiller l'oreille par une parole malsonnante, car alors le prix d'une fiole de bordeaux augmentait le dîner de l'imprudent offenseur.
Vous voyez qu'on respectait l'autorité.
Les dîners étaient exquis et le baron Brisse, qui est un des nôtres maintenant, n'aurait certes pas renié nos menus.
Puisque nous venons de parler d'un nouveau ; c'est le moment de faire entrer un néophyte.
Silence, messeigneurs, le spectacle commence,
Un spectacle bien rare et rempli d'éloquence
A notre académie un fauteuil est vacant :
Le vote a désigné le nouvel occupant
D'un air humble et soumis le voici qui s'avance,
Faisant, à droite, à gauche, une humble révérence ;
Présenté, soutenu par les joyeux parrains,
Il semble dédaigner nos sarcasmes malins ;
Le président lui dit, pour toute sa harangue,
De prêter le serment... de bien user sa langue.
Ceci se disait, en forme de récitatif, avec trémolo au clavecin.
Vous voyez d'ici ce malheureux adossé à la cheminée, se rôtissant les jambes sous le regard de dix ou douze blagueurs émérites, qui lui adressaient chacun une question sérieuse ou saugrenue, pour l'embarrasser, le décontenancer, l'évincer.
Celui qui pouvait supporter cette épreuve jusqu'au bout sans broncher, n'était plus seulement un Poulet, mais encore un rude lapin.
J'en ai vu de bien forts, faiblir à ce moment-là.
Quant aux questions insidieuses ou baroques, avec de l'esprit on s'en tirait; un jour, on demanda à un nouveau :
– Vous avez probablement fait vos classes ? vous savez votre français ?
– Oui.
– Comment écrivez-vous segrétaire ? Avec un g, un c, ou un q?
– Comme poulet, je l'écrirai avec une plume.
Cette réponse le sauva.
Une fois admis, on embrassait l'impétrant, on le tutoyait; il était vraiment des nôtres.
En prenant le café, on lisait le procès-verbal de la séance passée et on se livrait ensuite aux joyeusetés des vers et de la chanson.
Notre archiviste sait seul ce qu'il faudrait de volumes pour relater tout ce qui a été chanté ou lu dans notre amusant aréopage.
La Ronde du Poulet sauté, notamment, avait les honneurs de la séance ; chacun des membres de la Société en avait écrit un couplet ; Henrion l'avait mise en musique.
En voici un échantillon :
Pan ! pan ! Pan ! (bis) en avant la bouteille !
Pan ! Pan ! Pan ! (bis) que ce cri répété
Pan ! pan ! pan ! (bis) en notre cœur éveille
Un seul amour, celui de la gaité !
Sans le plaisir que ferions-nous sur terre ?
Que, parmi nous, sans cesse il soit fêté !
Nous le trouvons au fond de notre verre,
Et notre verre est au Poulet sauté !
Pan ! pan ! pan !
Etc.
Aujourd'hui, il reste encore quelques vieux coqs ; de nouveaux sont venus remplacer les anciens : Bourdin, Eugène Nyon, Gustave Aimard, Alexandre Flan, Armand Lapointe. – Les tard venus ne sont pas les moins bons.
Ernest Blum a été aussi des nôtres.
Ah ! dam ! il faut avoir de fiers ergots et ne pas craindre la bataille du bec, pour venir dans notre basse-cour.
Quelques-uns y laissent leurs plumes ; mais le verre a la main, coqs et poulets se serrent la patte et boivent à l'amitié.
C'est maintenant Brébant, le maître-queux, le général en chef des restaurants, qui nous donne notre grenaille, tous les premiers mercredis de chaque mois.
Cela se passe à peu près comme dans l'ancien temps ; le secrétaire convoque ses amis par chanson-missive.
Voici la dernière d'icelles, à titre de spécimen :
AIR : de Cantique.
Le mois d'octobre a pris fin.
D'ordre du papa Dauphin,
Aimable
En diable
A table,
Et Président du Poulet,
S'il vous plaît !
Chez Brébant, comme naguère,
Nous sommes convoqués, frère,
Afin de nous retremper
A souper :
Le dix novembre
Que chaque membre
Ne manque pas
A ce joyeux repas.
L'Été, de fondation, on fait infidélité à la cuisine parisienne.
Le Poulet errant bat la campagne, d'Asnières à Montmorency, de Montmorency à Ville-d'Avray, de Ville-d'Avray à la Porte-Maillot ; mais c'est surtout à Bougival, en France, qu'il chante et bat non pas de l'aile, mais des ailes.
Interrogez les humides échos de la Grenouillère, ils vous répondront par de joyeux cocoricos.
Autrefois, nous nous réunissions, été comme hiver, tous les quinze jours le lundi. – On a apporté la modification mensuelle et pris le mercredi.
La ronde existe toujours, bien qu'elle ne se chante plus qu'à de rares intervalles ; mais les paroles ont été refaites par notre ami Flan, sur un air des plus entraînants, composé par Henrion :
Amitié gaité,
Voilà, voilà notre devise !
Amitié, gaité,
C'est la loi du Poulet sauté !
Au paradis
La table est mise,
Vivent nos gais lundis !
(Ici, le président prend la parole :)
J'ai, prudent
Président,
Banni de la carte
Le rata
Charabia
Le brouet de Sparte ;
Dans nos menus si complets
Que de génie entre,
On voit briller sur mes traits
L'esprit de mon ventre :
Ah ! combien de fois
Vous vous êtes léché les doigts !
Amitié, gaité !
Etc...
Il y a quelques années encore, on souhaitait la fête de chaque membre, avec bouquets, fanfares et marche spéciale autour de la table sur l'air de la Casquette.
D'un poulet
C'est la fête
Qu'on souhaite,
Car il est
Digne d'un souhait
Complet !
On se faisait des cadeaux, le 31 décembre ; et, à minuit, on s'embrassait avec tous les vœux du cœur.
Toute société est nécessairement perfectible ; mais, après vingt ans d'existence, trouver encore les vieux tronçons d'une réunion d'hommes se rencontrant tous les mois, pour se serrer la main, boire à l'amitié, à l'honnêteté, donnant l'exemple de la fraternité vraie, dans ce temps où l'égoïsme est venu tempérer les élans du cœur, est chose singulièrement rare et bonne à citer.
Puisse notre exemple encourager les jeunes et leur faire dire dès à présent : nos aînés nous valaient bien.
Parmi les membres de cette vieille société fraternelle, plusieurs sont arrivés à la fortune, d'autres à la célébrité ; mais, s'il en vient un des points éloignés de la province ou de l'étranger, c'est toujours dans nos bras, à notre table qu'il accourt se réchauffer, à ce foyer du cœur qui ne s'éteint jamais, quand. on a bu à la même coupe, chanté les mêmes couplets vécu de cette existence des frères de l'esprit dont les généreux effluves rafraîchiront notre mémoire jusqu'au dernier jour.
Le Secrétaire du Poulet sauté
Hippolyte POULLAIN.